# Poyales del Hoyo
Poyales del Hoyo est une commune de la province d'Ávila dans la communauté autonome de Castille-et-León en Espagne.

## Administration
| Période                                  | Période | Identité | Étiquette | Qualité |
| ---------------------------------------- | ------- | -------- | --------- | ------- |
| 2007                                     |         |          |           |         |
| Les données manquantes sont à compléter. |         |          |           |         |

## Culture
- Musée de l’abeille
- Fabricant de pièces de cuirs
- Champs d’oliviers